# Cunizza da Carrara

Stemma dei Carraresi

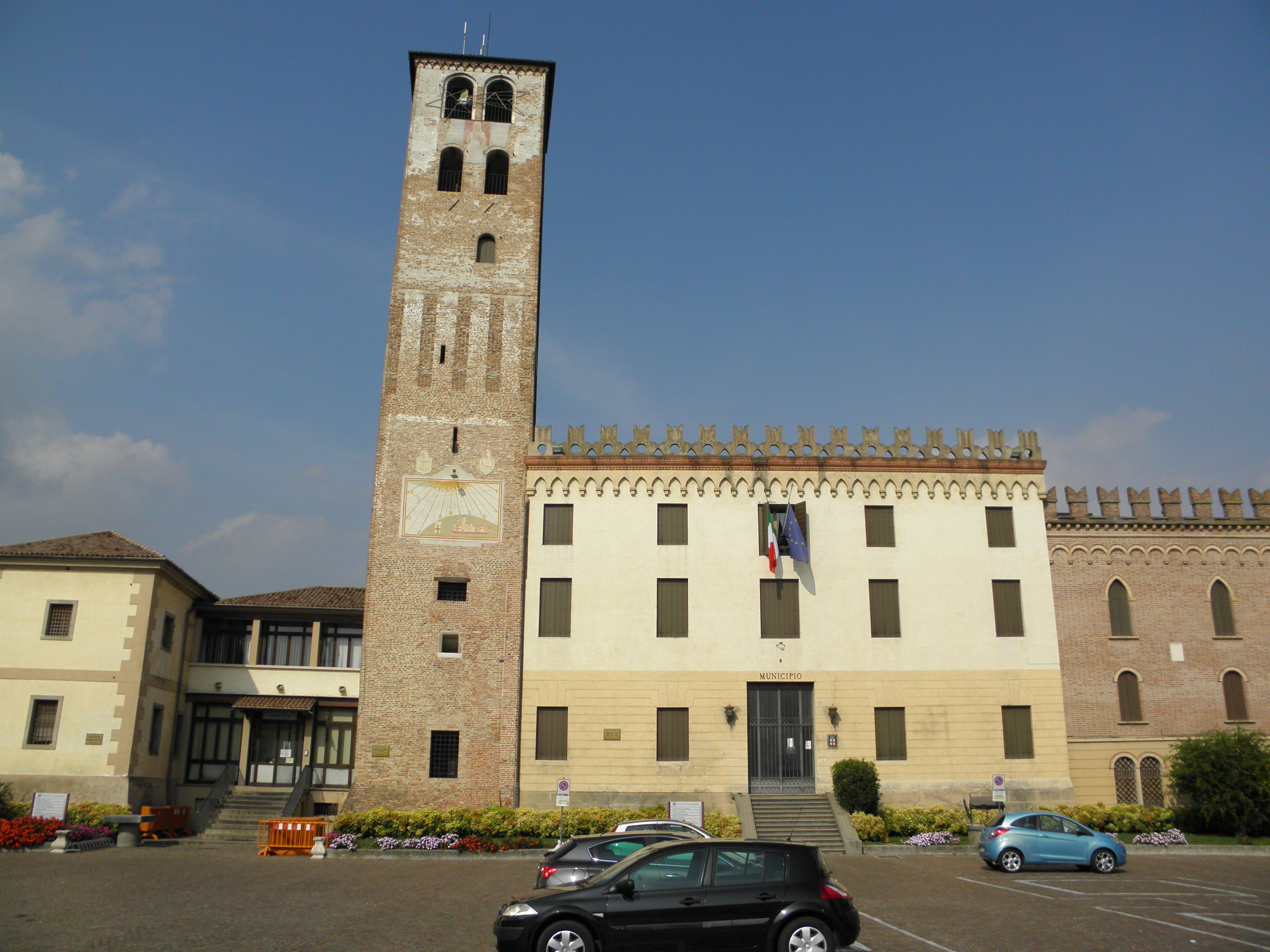
Camposampiero, Palazzo Tiso

Cunizza da Carrara (Padova, ... – 1330) è stata una nobildonna italiana.

## Biografia
Cunizza era figlia di Pietro (detto "Perenzano") e di Emilia Fieschi; era sorella di Marsilio da Carrara, signore di Padova.
Rimasta precocemente vedova del marito Tiso VIII da Camposampiero (1261ca.-1312), esponente della nobile famiglia Camposampiero e sposato in seconde nozze, venne fatta morire dal fratello Marsilio, rea di essere stata sorpresa in amori con un militare della Borgogna. Secondo altri storici, venne ammazzata dal figlio di suo marito, Jacopino, nato dal precedente matrimonio. Questi, morto senza eredi, lasciò come erede Marsiglio da Carrara ed escluse Guglielmo III da Camposampiero, innescando una contesa tra le famiglie dei Carraresi e dei Camposampiero. La diatriba venne risolta nel 1339 dal doge di Venezia, che assegnò l'eredità al Camposampiero ma con l'obbligo di assegnare ai Carraresi il castello di Camposampiero, che aveva dato il nome alla famiglia.

## Discendenza
Cunizza e Tiso VIII ebbero un figlio, Tiso IX (?-1333).